# Chiesa di Sant'Anna (Budoni)
La chiesa di Sant'Anna è un edificio religioso situato nella frazione di Berruiles, in comune di Budoni, Sardegna nord-orientale. Consacrata al culto cattolico, fa parte della parrocchia di San Giovanni Battista, diocesi di Nuoro. L'edificio risale ai primi anni del XX secolo.